# Harald Van Driessche
Harald Van Driessche is een Belgisch voormalig karateka.

## Levensloop
In 1999 behaalde hij brons op de door de IFK georganiseerde Europese kampioenschappen in de lichtgewichtsklasse in het Spaanse Valencia.